# Alima hyalina
Alima hyalina är en kräftdjursart. Alima hyalina ingår i släktet Alima och familjen Squillidae. Inga underarter finns listade i Catalogue of Life.